# Aredio de Attane
San Aredio de Attane (francés:Saint Yrieix de Limousin) (*Limoges sobre 510 o 516 - †Saint-Yrieix-la-Perche, 25 de agosto de 591) Abad en Limoges y canciller  de Teodeberto II, el rey de Austrasia, en el siglo VI. Fundador del monasterio de Attanum, y de las comunas francesas denominadas St. Yrieix tras su muerte. Entre ellas se encuentran Saint-Yrieix-les-Bois, Saint-Yrieix-la-Perche y Saint-Yrieix-la-Montagne. La Iglesia católica le honra en los días 25 y 26 de agosto. 

## Biografía
Aredius fue hijo del terrateniente Jucundus y su mujer Pelagia. Creció en la corte de Teodeberto I de Austrasia. Le eligieron canciller anteriormente a 540. El obispo de Tréveris Nizier, le animó a entrar en un monasterio. Tras recibir la tonsura, durante la canción de un salmo, se sentó una paloma sobre su cabeza y se quedó un rato con él en el monasterio. Después de la muerte de su padre y su hermano, alrededor al año 540 o 545, volvió a su tierra y se ocupó de las bienes de la familia.
Allí, en Attanum, fundó en 564/572 un monasterio bajo la regla de San Basilio con sucursales en Vigeois y Excideuil en el Périgord. Como peregrino visitó las tumbas de Julián de Brioude, de Radegundis de Poitiers y de San Martín de Tours. Durante sus viajes adquirió varios relicarios, -por ejemplo de San Martín-, y realizó algunos milagros. Coleccionó relatos de milagros que más tarde pasó a amigo Gregorio de Tours. Él menciona a Aredius brevemente en su obra Historia Francorum. Otro amigo, el poeta Venantius Fortunatus honraba a Aredius con un poema en el año 576.
La carrera anterior de canciller, permitió a Aredius una cierta actividad diplomática. Después de la muerte de Chilperico I de Aquitania, intermedió entre el duque Desiderio y el rey Gontrán I de Francia, lo que resultó en el tratado de Andelot en el 28 de noviembre de 587.
Aredius murió de tifus a una edad avanzada y fue enterrado en la iglesia de su monasterio. 

## En el arte
Aredius suele ser representado con una mitra de obispo. Existen dos bustos relicarios de él, elaborados en el siglo XV. Uno de ellos se encuentra en la iglesia de St-Yrieix-la-Perche, el otro en le Metropolitan Museum en New York.